# La Serreta (l'Estany)

La Serreta, respecte del terme de l'Estany

La Serreta és una serra situada en el terme municipal de l'Estany, a la comarca del Moianès.
Està situada a llevant del poble de l'Estany i de les Saleres del Grau, de manera que constitueix el límit nord-oriental del pla on antigament hi havia l'estany que dona nom a la població. Al seu nord-est, paral·lel a la Serreta hi ha el Serrat del Vilardell.